# IC 512
IC 512 — галактика типу Sc (компактна спіральна галактика) у сузір'ї Жираф.
Цей об'єкт міститься в оригінальній редакції індексного каталогу.